# مرصد MMT
مرصد MMT ( MMTO ) أو تلسكوب متعدد المرايا ، هو مرصد فلكي يقع في موقع مرصد فريد لورانس ويبل . يقع مجمع مرصد ويبل على جبل هوبكنز ، أريزونا، الولايات المتحدة الأمريكية (على بعد 55 كم جنوب توسون ) في جبال سانتا ريتا . يتم تشغيل المرصد من قبل جامعة أريزونا ومؤسسة سميثسونيان ، ولديه مركز للزوار في مدينة أمادو القريبة، أريزونا . يعد مرصد MMTO موطنًا لتلسكوب المرايا المتعددة (MMT) الذي يحتوي على مرآة أساسية يبلغ قطرها 6.5 متر. يأتي الاسم من المرايا الستة الأصغر حجمًا التي تم استخدامها في الأصل قبل تركيب المرآة الأساسية الكبيرة عام 1998. تتميز المرآة الأساسية بتصميم خاص على شكل قرص العسل خفيف الوزن تم تصنيعه بواسطة مختبر المرايا التابع لمرصد ستيوارد بجامعة أريزونا . يقع تلسكوب المرايا المتعددة MMT في مبنى يسمح بإزاحة الجدران والسقف عن التلسكوب بالكامل ، مما يسمح له بالتبريد بسرعة كبيرة من أجل تحسين المراقبة .

## تلسكوب متعدد المرايا (1979–1998)

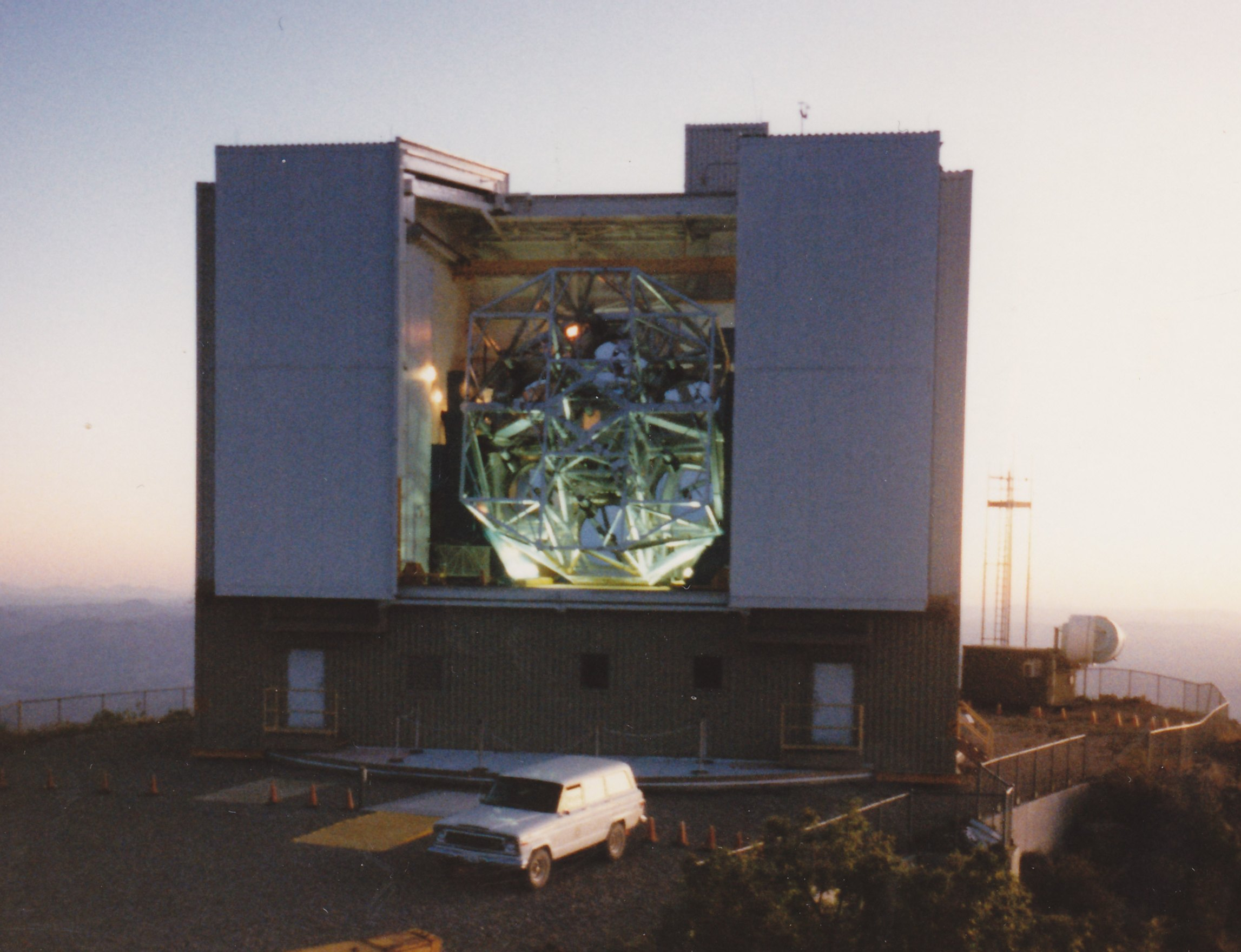
تلسكوب المرايا المتعددة MMT في عام 1981 وتظهر مراياه الستة الأساسية

تم تشغيل تلسكوب المرايا المتعددة بين عامي 1979 و 1998 باستخدام ستة مرايا من البورسليكات على شكل قرص العسل (أي سداسية الشكل ) من إنتاج شركة كورنينج ، كل منها بقطر 72 بوصة (1.8 m) ، والتي تم التبرع بها من قبل مكتب الاستطلاع الوطني بعد إلغاء مهمة الاستطلاع KH-10 (الاسم الرمزي دوريان) المنتسبة إلى مختبر المدار المأهول .  كانت هذه المرايا توفر مساحة تجميع للأشعة تعادل تلسكوبًا بقطر 4.5 متر، مما جعله ثالث أكبر تلسكوب بصري في العالم في وقت افتتاحه. وقد تميز هذا المبنى بابتكارات تصميمية طموحة بما في ذلك التصميم البصري غير المعتاد الذي اقترحه آدن ماينل ، ومبنى يدور بشكل مشترك ، وحامل ارتفاع وسمت .
باستثناء تلسكوب الارتفاع والسمت الكبير وتلسكوب ويليام هيرشل الذي يبلغ طوله 40 قدمًا ، كانت التلسكوبات البصرية الرئيسية التي انشئت قبل التلسكوب متعدد المرايا تستخدم الحوامل الاستوائية . بشرت MMT بتغيير في تصميم التلسكوب؛ حيث تم بناء جميع التلسكوبات البصرية الرئيسية منذ تلسكوب المرايا المتعددة بحوامل الارتفاع والسمت. ساهمت العديد من التقنيات الرائدة في MMT في نجاح الجيل اللاحق من التلسكوبات الكبيرة. وشملت هذه التطورات: محركات مؤازرة عالية النطاق لحركة حامل الارتفاع والسمت ؛ وتوجيه دقيق للغاية أدى إلى إزالة الحاجة إلى خرائط السماء؛ ومحاذاة مشتركة وتنسيق مراحل متعددة من التلسكوبات؛ وتحسينات في الأداء البصري من خلال الاهتمام بدرجة حرارة المنشأة؛ وتنظيف البصريات وصيانتها؛ والتجارب المبكرة في البصريات التكيفية ذات المراحل المشتركة.

## تلسكوب المرايا المتعددة MMT (منذ عام 1998)
كان أحد أسباب تصميم المرايا المتعددة الأصلي هو صعوبة صب المرايا الكبيرة. تم التوصل إلى حل لهذه المشكلة من قبل روجر أنجيل من مرصد ستيوارد بجامعة أريزونا ، والذي يقوم بتصنيع مرايا ذات بنية قرص العسل (سداسية الشكل ) في داخل فرن دوار . وأدى ذلك إلى إمكانية استبدال المرايا الستة بمرآة واحدة بقطر 6.5 متر. وبذلك أعيد استخدام المبنى الأصلي وجزء من الهيكل. كانت المرآة الجديدة هي الأولى من نوعها التي يتم صبها وصقلها وتلميعها في مختبر المرايا بمرصد ستيوارد. تم إعادة افتتاح التلسكوب متعدد المرايا المستحدث، والذي لم يعد اسمه مختصرا ،  في 20 مايو 2000. 
في أواخر عام 2002 تمت إضافة مرآة ثانوية قابلة لتغيير شكلها إلى التلسكوب.  في حين أن التصميمات الأخرى للبصريات التكيفية تقوم بتصحيحاتها باستخدام مرايا إضافية، فإن تقليل عدد الأسطح الدافئة في مسار الضوء يؤدي إلى نتائج أفضل بالنسبة إلى أطوال الموجات تحت الحمراء . ساهم نظام MMT AO في تصميم التلسكوب الثنائي الكبير ، والذي حقق نسب ستريهل القياسية بنظام AO الخاص به في عام 2010.
من عام 2004 إلى عام 2010، أصبح ما يقرب من 8% من وقت مراقبة MMT متاحًا للمجتمع الفلكي بأكمله من خلال برنامج أجهزة نظام التلسكوب التابع للمؤسسة الوطنية للعلوم الأمريكية (TSIP)، والذي يديره المرصد الفلكي البصري الوطني (NOAO).  

## روابط خارجية
- مرصد MMT
- الصفحة الرئيسية لـ MMT للبصريات التكيفية
- توقعات ظروف المراقبة لساعة السماء الصافية في جبل هوبكنز .
- مرصد سميثسونيان للفيزياء الفلكية (SAO)
- مرصد ستيوارد التابع لجامعة أريزونا